# TLX3
TLX3 (англ. T-cell leukemia homeobox 3) – білок, який кодується однойменним геном, розташованим у людей на короткому плечі 5-ї хромосоми. Довжина поліпептидного ланцюга білка становить 291 амінокислот, а молекулярна маса — 31 867.
| 10         |  | 20         |  | 30         |  | 40         |  | 50         |
| ---------- |  | ---------- |  | ---------- |  | ---------- |  | ---------- |
| MEAPASAQTP |  | HPHEPISFGI |  | DQILNSPDQD |  | SAPAPRGPDG |  | ASYLGGPPGG |
| RPGATYPSLP |  | ASFAGLGAPF |  | EDAGSYSVNL |  | SLAPAGVIRV |  | PAHRPLPGAV |
| PPPLPSALPA |  | MPSVPTVSSL |  | GGLNFPWMES |  | SRRFVKDRFT |  | AAAALTPFTV |
| TRRIGHPYQN |  | RTPPKRKKPR |  | TSFSRVQICE |  | LEKRFHRQKY |  | LASAERAALA |
| KSLKMTDAQV |  | KTWFQNRRTK |  | WRRQTAEERE |  | AERQQASRLM |  | LQLQHDAFQK |
| SLNDSIQPDP |  | LCLHNSSLFA |  | LQNLQPWEED |  | SSKVPAVTSL |  | V          |

A: Аланін

C: Цистеїн

D: Аспарагінова кислота

E: Глутамінова кислота

F: Фенілаланін

G: Гліцин

H: Гістидин

I: Ізолейцин

K: Лізин

L: Лейцин

M: Метіонін

N: Аспарагін

P: Пролін

Q: Глутамін

R: Аргінін

S: Серин

T: Треонін

V: Валін

W: Триптофан

Кодований геном білок за функцією належить до білків розвитку. 
Білок має сайт для зв'язування з ДНК. 
Локалізований у ядрі.